# Rolf Strittmatter
Rolf Strittmatter (Glaris Norte, 26 de julio de 1955) es un deportista suizo que compitió en atletismo y bobsleigh.
Ganó una medalla de oro en el Campeonato Mundial de Bobsleigh de 1983 y tres medallas en el Campeonato Europeo de Bobsleigh entre los años 1983 y 1987.
Participó en dos Juegos Olímpicos: en las ediciones de verano compitió en Moscú 1980, en la carrera atlética de 4 × 400 m, y en las de invierno obtuvo el cuarto lugar en Sarajevo 1984, en la modalidad de bobsleigh cuádruple.

## Palmarés internacional
| Campeonato Mundial | Campeonato Mundial           | Campeonato Mundial | Campeonato Mundial |
| Año                | Lugar                        | Medalla            | Prueba             |
| ------------------ | ---------------------------- | ------------------ | ------------------ |
| 1983               | Lake Placid (Estados Unidos) | Medalla de oro     | Cuádruple          |
| Campeonato Europeo |                              |                    |                    |
| Año                | Lugar                        | Medalla            | Prueba             |
| 1983               | Sarajevo (Yugoslavia)        | Medalla de oro     | Cuádruple          |
| 1984               | Igls (Austria)               | Medalla de bronce  | Cuádruple          |
| 1987               | Cervinia (Italia)            | Medalla de bronce  | Cuádruple          |